# Тверской дворец творчества детей и молодёжи
Тверской дворец творчества детей и молодёжи — крупное учреждение дополнительного образования в Твери. Дворец является самым крупным многопрофильным образовательным учреждением города Твери и Тверской области. В настоящее время в детских творческих коллективах обучается около 3 500 воспитанников, трудовой коллектив Дворца насчитывает 155 человек.
Дворец имеет высокую востребованность как социально-культурный и образовательный центр. В 2008 году по результатам
своей деятельности Дворец на этапе Всероссийского конкурса учреждений дополнительного образования в Центральном
Федеральном округе, посвящённом 90-летию системы дополнительного образования в Российской Федерации, занял 1 место,
а две образовательные программы педагогов Дворца стали дипломантами Всероссийского конкурса авторских программ.
Основная цель деятельности ДТДМ определена как «развитие мотивации личности к познанию и творчеству посредством реализации дополнительных программ и услуг в интересах личности, общества, государства.»
ДТДМ расположен в Центральном районе Твери на проезде Дарвина, д.3. При Дворце находится Детский парк.

## История
Калининский Дворец пионеров и школьников открылся 12 марта 1939 года. В 1979 году было построено новое здание общей
площадью 8367 м²., которое располагает 63 помещениями для кружковой работы и массовых мероприятий, мастерскими,
спортивным и киноконцертным залами, танц-фойе, обсерваторией, планетарием, библиотекой и музеем.
В 1992 году Дворец пионеров и школьников был переименован во Дворец детей и молодёжи, а в 2000 году — во Дворец творчества детей и молодёжи (ДТДМ).

## Структура ДТДМ

### Отделение дошкольного образования
- Математическая логика
- «Играем пальчиками» — развитие мелкой моторики рук
- «Буратино» — театрализованная деятельность
- Ритмика
- Общая физическая подготовка
- Конструирование
- Английский язык (платные группы)
- Ознакомление с окружающим миром
- Развитие логического мышления
- Развитие речи

### Отдел музыкального воспитания
- Студия авторской песни
- «Русичи» — фольклорный ансамбль (вокал, хореография, инструменты)
- «Галактика» — молодёжная студия гитары
- «Созвездие» — вокальный ансамбль
- «Kantabile»- академический вокал
- «Сказка» — музыкальный театр
- «AZART» — Инструментально-шумовой ансамбль
- «Ривьера» — студия гитарной музыки
- «Тверские фанфары» — ансамбль трубачей
- «Дефиле-парад» — ансамбль барабанщиц
- Духовой оркестр
- Детский вокальный ансамбль
- «Ласточки» — группа гармоничного развития (платные группы)

.ж.ю

### Отдел физической культуры, спорта и туризма
- Настольный теннис
- «Путь к красоте» — художественная гимнастика
- «Каскад» — коллектив спортивной акробатики
- «Ритмы радости» — коллектив бального танца
- Дзюдо
- «Эдельвейс» — фитнес-студия
- Спортивный туризм с элементами скалолазания
- «Коммандос» — военно-патриотический клуб
- Общая физическая подготовка
- Дартс-клуб
- Фитнес, тренажерный зал (платные группы)

### Отдел художественного воспитания
- «Ультрамарин» — студия изобразительного искусства
- «Романтики» — образцовый театр танца (на конкурсной основе)
- «Амадей» — детский музыкальный театр (на конкурсной основе)
- «Локон плюс» — имидж-студия парикмахерского искусства
- «Данс Сити» — студия современного танца (на конкурсной основе)
- Школа спортивного бального танца (на конкурсной основе)
- «Мистерия» — детский театр-студия (платные группы)
- Студия изобразительного искусства (платные группы)
- Основы базовой хореографии (платные группы)

### Школа лидеров «Содружество»
- Клуб «Психология общения»
- Клуб юного журналиста
- Клуб организаторов досуга
- Клуб вожатых

### Отдел технического творчества
- Мастерская радиотехники и электроники
- Мастерская судомоделирования
- Мастерская автомоделирования
- Мастерская начального технического моделирования

## Обсерватория ДТДМ
Астрономическое движение в Твери берёт своё начало в 50-х годах XX века. Тогда в старом здании Дворца Пионеров
появился первый планетарий. Тогда же был организован кружок астрономии. До 80-х годов, наблюдения в ДТДМ проводились
на базе обсерватории Тверского Государственного университета. В новом здании ДТДМ была предусмотрена собственная обсерватория, куда был установлен 125-мм рефрактор АВР-3, переданный из ТГУ.
В настоящий момент данная обсерватория является единственной действующей в Твери, на базе которой проводятся визуальные наблюдения и астрофотография.

## Планетарий ДТДМ
Первый планетарий в Твери был открыт 30 ноября 1957 года в старом здании Дворца Пионеров. Новый планетарий был открыт в 1979 году, вместе с новым зданием Дворца. Диаметр купола составляет 6 метров, планетарий рассчитан на 45 мест. В планетарии используется проектор звездного неба Skymaster ZKP-1 производства немецкой фирмы «Carl Zeiss».

## Стратегия и направления развития
Отмечается, что ДТДМ необходимо переводить в новое качество. Дворец детей и молодёжи должен соответствовать
современным представлениям о дополнительном образовании. При этом, первоочередная задача в его развитии — сохранить
уникальный творческий фонд — коллективы, кружки, секции, расширить охват детской аудитории, в том числе, и за счёт
районов Тверской области. Отмечается необходимость современных кружки для детей — с учётом их сегодняшних интересов.
Помимо этого, на базе ДТДМ должен быть создан региональный методический центр по детскому и молодёжному творчеству,
который сможет развернуть эту работу в целом по области.